# پلگی پایین شهسوار
پلگی پایین شهسوار، روستایی از توابع بخش جزینک شهرستان زهک در استان سیستان و بلوچستان ایران است.

## جمعیت
این روستا در دهستان جزینک قرار دارد و براساس سرشماری مرکز آمار ایران در سال ۱۳۸۵، جمعیت آن ۹۶ نفر (۲۳خانوار) بوده‌است.